# Synaptomys australis
Synaptomys australis — вимерлий вид болотяних лемінгів, що мешкав у Флориді в пізньому плейстоцені.

## Таксономія
Хоча болотяні лемінги наразі не є місцевими для Флориди, там відомі залишки з плейстоцену, що вказує на те, що ареал цих зазвичай адаптованих до холоду гризунів поширився далі на південь під час зледеніння. Флоридського болотяного лемінга було описано за нижньою щелепою, зібраною з плейстоценових відкладень у 1928 році. Однак його таксономічний статус як повноцінного виду був поставлений під сумнів, деякі дослідники вважають його доісторичною расою Synaptomys cooperi.

## Опис
Флоридський болотяний лемінг був трохи більшим за сучасного південного болотяного лемінга (Synaptomys cooperi).